# Clifford Alexander

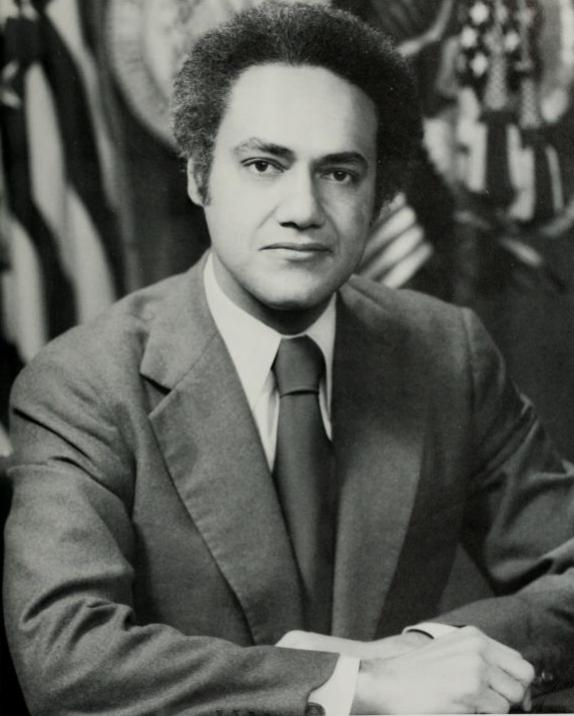
Clifford Alexander (circa 1977)

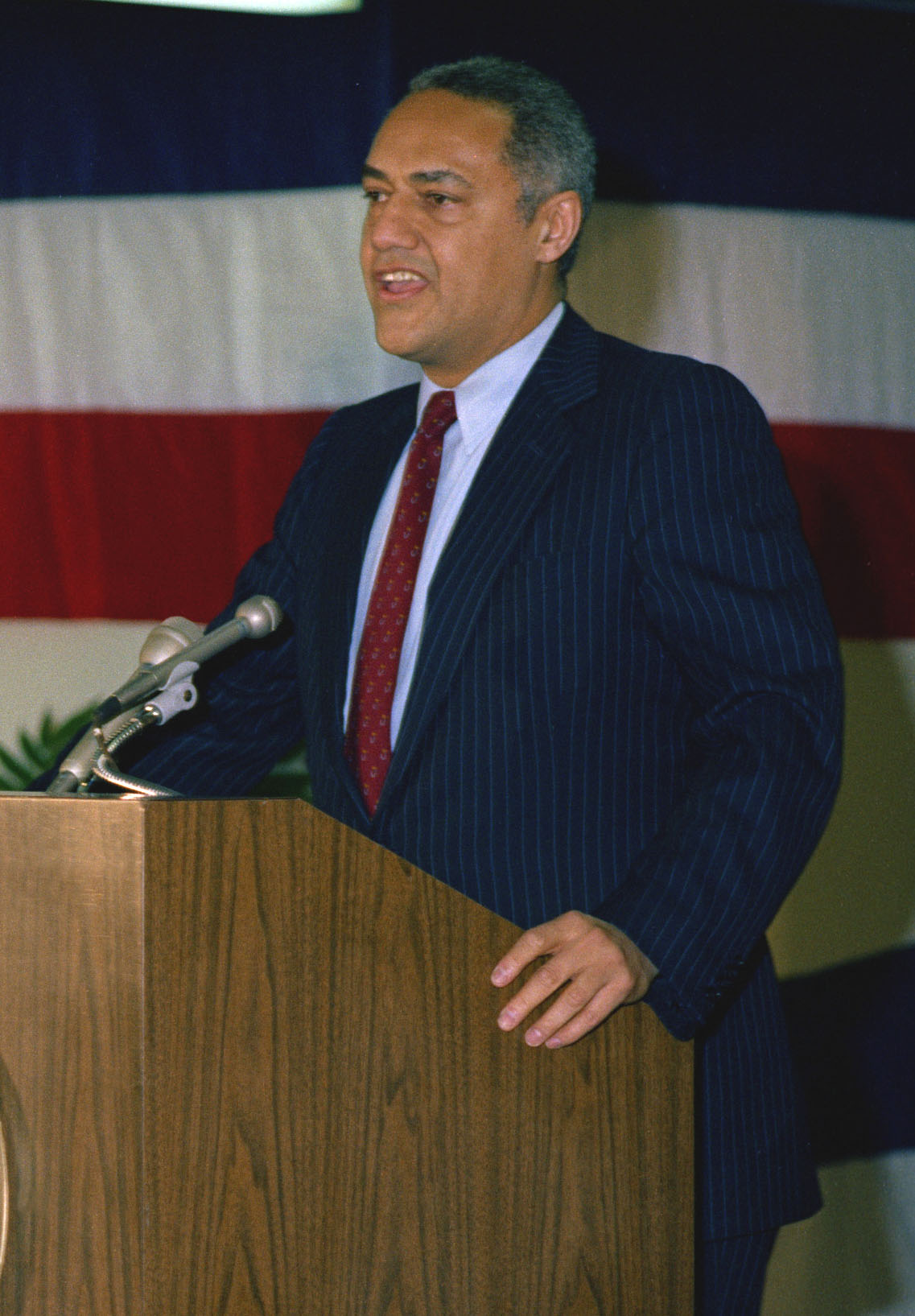
Clifford Leopold Alexander, Jr. Ansprache, 1984

Clifford Leopold Alexander junior (* 21. September 1933 in New York City, New York; † 3. Juli 2022 ebenda) war ein US-amerikanischer Rechtsanwalt, Geschäftsmann und Beamter. Er war der erste Afroamerikaner, der als United States Secretary of the Army diente.

## Werdegang
Clifford Leopold Alexander, Jr. wurde am 21. September 1933 in New York City geboren und besuchte dort die Ethical Culture and Fieldston Schools. 1955 promovierte er an der Harvard University und 1958 an der Yale University Law School. Noch im selben Jahr verpflichtete er sich in der New York National Guard und diente flüchtig in der 369th Field Artillery Battalion in Fort Dix, New Jersey. 1959 heiratete er Adele Logan.
Nachdem er als Anwalt zugelassen wurde, arbeitete er als stellvertretender Bezirksstaatsanwalt in New York County zwischen 1959 und 1961. Danach wurde er Geschäftsführer des Manhattanville Hamilton Grange Neighborhood Conservation Project sowie Programm- und Geschäftsführer des Harlem Youth Opportunities. Des Weiteren praktizierte er als Anwalt in New York City.
1963 ging er nach Washington, D.C., um als Beamter des Auswärtigen Amtes (Foreign Affairs Officer) des National Security Council-Personalstabs zu arbeiten und war sukzessiver Deputy Special Assistant des Präsidenten, angehöriger Special Counsel und Deputy Special Counsel des White-House-Stabs zwischen 1964 und 1967. Danach war er Vorsitzender der U.S. Equal Employment Opportunity Commission zwischen 1967 und 1969 und ein besonderer Vertrauensmann des Präsidenten und steuerte die U.S. Delegation bei den Unabhängigkeitsfeierlichkeiten des Swasiland Königreichs 1968.
Nachdem er den Gouverneurdienst verließ, praktizierte er als Anwalt in Washington bei der Kanzlei Arnold and Porter zwischen 1969 und 1975. In den Jahren 1972–1976 war er Fernsehnewskommentator in Washington DC, sowie zwischen 1973 und 1974 Professor für Rechtswissenschaften an der Howard University. 1974 stellte sich Alexander als Kandidat für das Bürgermeisteramt im District of Columbia, jedoch scheiterte er. Danach wurde er Partner in der Kanzlei von Verner, Liipfert, Bernhard, McPherson and Alexander 1975.
Clifford Leopold Alexander, Jr. war Heeresminister der Vereinigten Staaten in der Regierung Carter vom 14. Februar 1977 bis zum 20. Januar 1981. Während dieser Zeit konzentrierte er sich darauf die ganze freiwillige Armeearbeit zu machen, betonte Programme zu Verbesserung der fachlichen Qualifikation und wieder die Auszeichnungen der Minderheitsunternehmen.
1981 gründete er das Beratungsunternehmen Alexander and Associates und arbeitete für etliche Aufsichtsräte nationaler Aktiengesellschaften. Des Weiteren war er ein Mitglied des Direktoriums der American Stock Exchange.
Er war ein Mitglied der Omega-Psi-Phi-Bruderschaft.